# Brough (East Riding of Yorkshire)
Brough è un paese di 7.000 abitanti dell'East Riding of Yorkshire, in Inghilterra. Si trova nella parrocchia civile di Elloughton-cum-Brough.